# 撥
撥（ばち）とは、弦楽器の弦をはじく（引っ掛けて離す、または打つ）ために用いる棒状の道具である。
桴・枹（ばち、Percussion mallet）は、楽器という点では共通だが、打楽器を叩く棒である。枹と桴は音（フ）も意味も同じ漢字だが、撥は音（バチ）も意味も異なる別の漢字であり、区別される。

## 種類
日本語のバチという言葉は引っ掛けて離す楽器の場合と打つ楽器の場合の双方に使われる。
以下の項目には近縁楽器の道具についても記述する。

### 弦を引っ掛けて離す

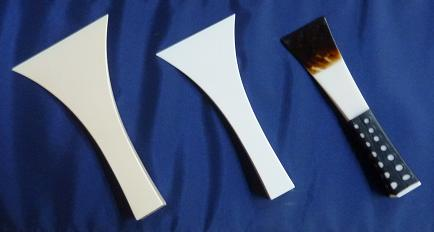
撥

撥、棙
三味線や琵琶（撥弦楽器）を演奏する際に用いる。三味線の撥は、琵琶の撥（棙）の流用が起こりとされている。どちらも銀杏の葉の形をしているところに特徴がある。材料は木、水牛の角、象牙、プラスチック、鼈甲など。三味線の撥は種目の分化に合わせ形状、大きさなど細かく分化している。
爪
箏や三線などを演奏する際指先に装着して用いる。
義甲
大正琴を演奏する際に用いる。ピックとも呼ばれる。
ピック (pick)
ギターを演奏する際に用いる。小さな板状のものを指で挟んで持つ場合と、指に装着するフィンガーピック・サムピックがある。
プレクトラム (plectrum)
チェンバロの中に組み込まれている。プレクトラムとはイギリス英語でピック(pick)を示す。

#### 弦を打つ
撥、ハンマー、メズラブ
揚琴、ダルシマー、サントゥールなどの打弦楽器で、弦を打って演奏する際に用いる。
ハンマー
ピアノの中に組み込まれている。表面はフェルト。

### 膜などを打つ

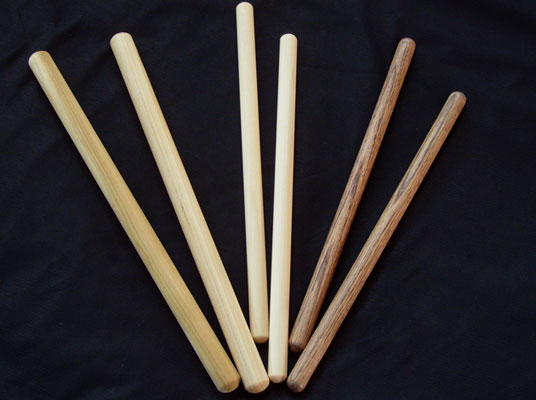
太鼓のバチ

桴、枹
和太鼓（膜鳴楽器）や銅鑼（体鳴楽器）などの打楽器を演奏する際に用いる。通常、ある程度の太さを持った同じ太さの丸い棒であるが、楽器によっては先端が太く球形のものや金槌形のものが用いられる。材料は木。
スティック (drum stick)
スネアドラム、ドラムセットを演奏する際に用いる。棒の先が細くなり、細くなった先が球状またはドングリ状にふくらんでいるものが多く使われる。
ビーター (Beater)
バスドラム、銅鑼、トライアングルを演奏する際に用いる。バスドラムと銅鑼では、通常、棒の先に球状のフェルトを付けたものを用いる。足で演奏できるように専用のペダルに組み込まれている場合も有る。トライアングルでは、細い金属棒を用いる。
マレット (mallet)
鍵盤打楽器、ティンパニ等を演奏する際に用いる。通例 棒（柄）の先端はフェルトや毛糸などの素材が巻かれていて球状になっている。
ハンマー (hammer)
チューブラーベルを演奏する際に用いる。頭部が木ないし樹脂で作られた槌。
撞木(しゅもく)
梵鐘を撞いたり、摺鉦を叩いて鳴らす際に用いる。基本的にT字型の木槌であるが、梵鐘用など大型の物は丸太を吊るし持ち手は縄などとなる。